# Опейда, Иосиф Алексеевич
Иосиф Алексеевич Опейда (р. 21 апреля 1942 года) — советский и украинский ученый-химик, доктор химических наук, профессор, соросовский профессор, действительный член НОШ, лауреат Государственной премии в области науки.

## Биография
В 1958 г. окончил Млиновскую среднюю школу (Ровненская область) и поступил на химический факультет Львовского университета, который окончил в 1963 г. В 1965-66 работал заведующим лаборатории кафедры физической химии Львовского университета.
С 1966 по 1969 обучался в аспирантуре при кафедре физической химии Донецкого университета. В 1969 г. защитил кандидатскую диссертацию. С 1969 по 1973 работал старшим преподавателем, затем доцентом кафедры физической химии Донецкого университета. В 1972 г. получил ученое звание доцента.
С 1973 по 2014 год работал в Институте физико-органической химии и углехимии НАН Украины сначала старшим научным сотрудником, заместителем руководителя отдела, с 1981 года заведующим отделом, с 1989 года — заместителем директора института по научной работе.
В 1982 году защитил докторскую диссертацию, в 1985 году получил ученое звание профессора.
Научные интересы И. А. Опейды сосредоточены на изучении механизма и кинетики радикальных гомолитичных реакциях, математическом моделировании кинетики сложных химических процессов, исследовании связи между структурой и реактивностью О-центрируемых радикалов в реакциях отрыва атома водорода и присоединения по двойной связи, исследованиях в области современной химической терминологии.

## Научная деятельность

### Важнейшие научные достижения
- получение обобщенных закономерностей при описании кинетики цепных реакций в смесях;
- получения новых закономерностей, которые связывают структуру радикалов и молекул с их реактивностью в гомолитичных реакциях;
- подготовка трехъязычных толковых терминологических словарей, охватывающих современную химическую терминологию;
- разработка и внедрение (ПО «Азот» Навои, Узбекистан) высокоэффективной технологии получения эпоксидных смол особой чистоты.

Опубликовано более 200 научных статей, 7 книги, 6 изобретений.
Й. А. Опейда является членом редколлегий химических журналов, членом специализированных ученых советов по защите диссертаций. Подготовил 16 кандидатов и 4 доктора наук. Преподает ведущие курсы на химическом факультете Донецкого национального университета — физическую химию, квантовую химию, химическую кинетику, строение вещества, спецкурсы по кинетике химических реакций и применению компьютеров в химических дослідженнях.
Награждён грамотой Верховной Рады Украины.

### Избранные работы
- Опейда Й. А., Швайка О. Н. Толковый терминологический словарь по органической и физико-органической химии. К.: «Научная мысль», 1996. — 532с.
- Опейда Й., Швайка О., Николаевский А. Толковый терминологический словарь по химической кинетики. Вид. второе, дополненное. Донецк: «Юго-Восток», 2003. — 274с.
- Глоссарий терминов по химии / Составители И. Опейда, А. Швайка. Институт физико-органической химии и углехимии им. Л. Н. Литвиненко, Донецкий национальный университет.— Донецк: Издательство «Вебер», 2008.— 758 с.
- Опейда Й. А. Математическое и компьютерное моделирование в химии: учебник / Й. А. Опейда. — Винница: ДонНУ, 2015. — 388 с.